# Gentilicamelus
Gentilicamelus  es un género extinto de animal terrestre herbívoro de la familia de los Camelidae, endémico de América del Norte que vivió desde el Oligoceno al Mioceno  hace entre 30,8 y 20,6 millones de años aproximadamente.

## Taxonomía
Gentilicamelus fue nombrado por Loomis (1936).Fue asignado a los Camelidae por Loomis (1936) y Carroll (1988).

## Morlogía
M. Mendoza, C. M. Janis, y P. Palmqvist examinaron cuatro especímenes para determinar su  masa corporal y se estima que tienen un peso de :
- 52,9 kg (116,6 lb)
- 77,4 kg (170,6 lb)
- 64,7 kg (142,6 lb)
- 43,4 kg (95,7 lb)[3]